# Élections législatives de 2012 dans l'Hérault
Les élections législatives françaises de 2012 se déroulent les 10 et 17 juin 2012. Dans le département de l'Hérault, neuf députés sont à élire dans le cadre de neuf circonscriptions, soit deux de plus que lors des législatures précédentes, en raison du redécoupage électoral.

## Élus
|   | Circonscription | Député sortant    | Parti      | Parti      | Député élu ou réélu | Parti | Parti |
| - | --------------- | ----------------- | ---------- | ---------- | ------------------- | ----- | ----- |
| ≠ | 1re             | Jacques Domergue  |            | UMP        | Jean-Louis Roumégas |       | EÉLV  |
| ≠ | 2e              | André Vézinhet    |            | PS         | Anne-Yvonne Le Dain |       | PS    |
| ≠ | 3e              | Jean-Pierre Grand |            | UMP        | Fanny Dombre-Coste  |       | PS    |
| ≠ | 4e              | Robert Lecou      |            | UMP        | Frédéric Roig       |       | PS    |
| ≠ | 5e              | Kléber Mesquida   |            | PS         | Kléber Mesquida     |       | PS    |
| = | 6e              | Élie Aboud        |            | UMP        | Dolorès Roqué       |       | PS    |
| ≠ | 7e              | Gilles d'Ettore   |            | UMP        | Sébastien Denaja    |       | PS    |
| + | 8e              | Siège créé        | Siège créé | Siège créé | Christian Assaf     |       | PS    |
| + | 9e              | Siège créé        | Siège créé | Siège créé | Patrick Vignal      |       | PS    |

## Impact du redécoupage territorial
Le département de l'Hérault, du fait de sa croissance démographique, se voit octroyer deux nouvelles circonscriptions. Seule la 6e circonscription n'est pas touchée par le redécoupage électoral.
La nouvelle 9e circonscription est composée du canton de Montpellier-4 (provenant de la 1re circonscription), et du canton de Mauguio ainsi que d'une partie du canton de Lunel, provenant de la 3e ; cette dernière échange Montpellier III (redessiné entre les deux réformes) contre Montpellier II avec la 2e, laquelle donne Montpellier X à la nouvelle 8e et prend Montpellier I à la 1re. La commune de Villeneuve-lès-Maguelone, issue du canton de Frontignan, rejoint cette circonscription, tandis que le reste du canton, provenant de la 7e, rejoint la 8e, avec le canton de Pignan, au départ dans la 4e ; celle-ci prend le canton de Mèze à la 7e mais laisse les cantons de Clermont-l'Hérault et de Lunas à la 5e, qui à son tour perd les cantons de Florensac, Pézenas et Servian au profit de la 7e.

## Positionnement des partis
- L'accord PS-EELV est en vigueur sur le département de l'Hérault, le PS soutient dès le premier tour l'écologiste Jean-Louis Roumégas sur la 1re circonscription[2] tandis que la candidate socialiste dans la 6e circonscription, Dolorès Roqué, aura pour suppléant l'écologiste Guilhem Johannin.

## Résultats

### Résultats à l'échelle du département
| Parti          | Parti                                                | Premier tour | Premier tour | Second tour | Second tour | Sièges |  |
| Parti          | Parti                                                | Voix         | %            | Voix        | %           | Sièges |  |
| -------------- | ---------------------------------------------------- | ------------ | ------------ | ----------- | ----------- | ------ |  |
|                | Parti socialiste                                     | 135 510      | 30,78        | 197 887     | 46,98       | 8      |  |
|                | Europe Écologie Les Verts                            | 24 668       | 5,60         | 21 354      | 5,07        | 1      |  |
|                | Divers gauche dont MRC                               | 8 211        | 1,86         |             |             | 0      |  |
|                | Parti radical de gauche                              | 1 209        | 0,27         | 0           |             |        |  |
|                | Majorité présidentielle                              | 169 598      | 38,52        | 219 241     | 52,05       | 9      |  |
|                |                                                      |              |              |             |             |        |  |
|                | Union pour un mouvement populaire                    | 81 514       | 18,51        | 124 219     | 29,49       | 0      |  |
|                | Parti radical                                        | 22 483       | 5,11         | 35 488      | 8,42        | 0      |  |
|                | Divers droite dont DLR et PCD                        | 13 299       | 3,02         |             |             | 0      |  |
|                | Nouveau centre                                       | 9 148        | 2,08         | 0           |             |        |  |
|                | Alliance centriste                                   | 573          | 0,13         | 0           |             |        |  |
|                | Droite parlementaire                                 | 127 017      | 28,85        | 159 707     | 37,91       | 0      |  |
|                |                                                      |              |              |             |             |        |  |
|                | Front national                                       | 84 849       | 19,27        | 42 288      | 10,04       | 0      |  |
|                | Front de gauche                                      | 35 788       | 8,13         |             |             | 0      |  |
|                | Divers écologiste dont LT-LNÉ, MÉI, AÉI, Cap21 et GÉ | 8 222        | 1,87         | 0           |             |        |  |
|                | Mouvement démocrate                                  | 4 801        | 1,09         | 0           |             |        |  |
|                | Divers                                               | 4 445        | 1,01         | 0           |             |        |  |
|                | Extrême gauche dont LO, NPA et POI                   | 3 215        | 0,73         | 0           |             |        |  |
|                | Extrême droite                                       | 1 216        | 0,28         | 0           |             |        |  |
|                | Régionaliste                                         | 1 133        | 0,26         | 0           |             |        |  |
|                |                                                      |              |              |             |             |        |  |
| Inscrits       | Inscrits                                             | 747 580      | 100,00       | 747 507     | 100,00      | 9      |  |
| Abstentions    | Abstentions                                          | 300 516      | 40,2         | 309 276     | 41,37       |        |  |
| Votants        | Votants                                              | 447 064      | 59,8         | 438 231     | 58,63       |        |  |
| Blancs et nuls | Blancs et nuls                                       | 6 780        | 1,52         | 16 995      | 3,88        |        |  |
| Exprimés       | Exprimés                                             | 440 284      | 98,48        | 421 236     | 96,12       |        |  |

### Résultats par circonscription

#### Première circonscription (Montpellier-Sud)
| Candidat       | Candidat                      | Parti                    | Premier tour | Premier tour | Second tour | Second tour |  |
| Candidat       | Candidat                      | Parti                    | Voix         | %            | Voix        | %           |  |
| -------------- | ----------------------------- | ------------------------ | ------------ | ------------ | ----------- | ----------- |  |
|                | Christian Jeanjean            | UMP                      | 12 133       | 26,63        | 21 266      | 49,90       |  |
|                | Jean-Louis Roumégas élu       | EÉLV (PS)                | 12 096       | 26,55        | 21 354      | 50,10       |  |
|                | Alain Jamet                   | RBM (FN)                 | 8 254        | 18,12        |             |             |  |
|                | Cyril Meunier                 | Divers gauche            | 5 781        | 12,69        |             |             |  |
|                | Frédérique Thonnat            | FG (Divers gauche) (PCF) | 3 253        | 7,14         |             |             |  |
|                | Charles Khoury                | diss. PS                 | 1 120        | 2,46         |             |             |  |
|                | Martine Plane                 | CpF (MoDem)              | 672          | 1,47         |             |             |  |
|                | Patrice Drevet                | PRV                      | 637          | 1,40         |             |             |  |
|                | Gaëlle Coulon                 | LT-LNÉ                   | 502          | 1,10         |             |             |  |
|                | Francis Viguie                | NPA (ALT)                | 307          | 0,67         |             |             |  |
|                | Géraldine Mena Heredia        | AÉI                      | 304          | 0,67         |             |             |  |
|                | Joëlle Comte                  | DLR                      | 252          | 0,55         |             |             |  |
|                | Jean-Baka Domelevo Entfellner | LO                       | 150          | 0,33         |             |             |  |
|                | José Tur                      | LdM                      | 100          | 0,22         |             |             |  |
|                |                               |                          |              |              |             |             |  |
| Inscrits       | Inscrits                      | Inscrits                 | 79 113       | 100,00       | 79 107      | 100,00      |  |
| Abstentions    | Abstentions                   | Abstentions              | 32 836       | 41,51        | 34 417      | 43,51       |  |
| Votants        | Votants                       | Votants                  | 46 277       | 58,49        | 44 690      | 56,49       |  |
| Blancs et nuls | Blancs et nuls                | Blancs et nuls           | 716          | 1,55         | 2 070       | 4,63        |  |
| Exprimés       | Exprimés                      | Exprimés                 | 45 561       | 98,45        | 42 620      | 95,37       |  |

À la suite de sa défaite, Christian Jeanjean dépose un recours au Conseil Constitutionnel contestant l'élection de Jean-Louis Roumégas.

#### Deuxième circonscription (Montpellier-Centre)
| Candidat       | Candidat                 | Parti                         | Premier tour | Premier tour | Second tour | Second tour |  |
| Candidat       | Candidat                 | Parti                         | Voix         | %            | Voix        | %           |  |
| -------------- | ------------------------ | ----------------------------- | ------------ | ------------ | ----------- | ----------- |  |
|                | Anne-Yvonne Le Dain élue | PS                            | 12 030       | 39,34        | 18 666      | 66,35       |  |
|                | Anne Brissaud            | PRV (UMP, NC)                 | 6 112        | 19,98        | 9 467       | 33,65       |  |
|                | René Revol               | FG (PG) (Divers gauche)       | 3 872        | 12,66        |             |             |  |
|                | Yamina Vion              | RBM (FN)                      | 3 435        | 11,23        |             |             |  |
|                | Mustapha Majdoul         | EÉLV                          | 2 019        | 6,60         |             |             |  |
|                | Joseph Francis           | Divers droite                 | 1 211        | 3,96         |             |             |  |
|                | Alain Privat             | CpF (MoDem)                   | 705          | 2,30         |             |             |  |
|                | Éric Schmitt             | AÉI                           | 308          | 1,01         |             |             |  |
|                | Mohamed Haddouti         | CpF (Divers) ,                | 228          | 0,75         |             |             |  |
|                | Martine Granier          | NPA                           | 218          | 0,71         |             |             |  |
|                | Romain Mauger            | Pirate                        | 213          | 0,70         |             |             |  |
|                | Maurice Chaynes          | LO                            | 101          | 0,33         |             |             |  |
|                | Jean-Pierre Sparfel      | POI                           | 72           | 0,24         |             |             |  |
|                | Carole Meyer             | Divers (Mouvement anti-radar) | 68           | 0,22         |             |             |  |
|                | Mickaël Milhorne         | Divers                        | 0            | 0,00         |             |             |  |
|                | Nicolas Jacot            | PRG (GÉ)                      | 0            | 0,00         |             |             |  |
|                | Jérôme Dardouillet       | Divers (Nouveau Tiers Etat)   | 0            | 0,00         |             |             |  |
|                |                          |                               |              |              |             |             |  |
| Inscrits       | Inscrits                 | Inscrits                      | 58 306       | 100,00       | 58 306      | 100,00      |  |
| Abstentions    | Abstentions              | Abstentions                   | 27 233       | 46,71        | 29 161      | 50,01       |  |
| Votants        | Votants                  | Votants                       | 31 073       | 53,29        | 29 145      | 49,99       |  |
| Blancs et nuls | Blancs et nuls           | Blancs et nuls                | 481          | 1,55         | 1 012       | 3,47        |  |
| Exprimés       | Exprimés                 | Exprimés                      | 30 592       | 98,45        | 28 133      | 96,53       |  |

#### Troisième circonscription (Castelnau-le-Lez)
| Candidat       | Candidat                  | Parti                         | Premier tour | Premier tour | Second tour | Second tour |  |
| Candidat       | Candidat                  | Parti                         | Voix         | %            | Voix        | %           |  |
| -------------- | ------------------------- | ----------------------------- | ------------ | ------------ | ----------- | ----------- |  |
|                | Fanny Dombre-Coste élue   | PS                            | 16 306       | 33,95        | 23 559      | 54,84       |  |
|                | Jean-Pierre Grand sortant | UMP                           | 8 331        | 17,35        | 19 399      | 45,16       |  |
|                | Alain Berthet             | Divers droite (diss. UMP),    | 7 746        | 16,13        |             |             |  |
|                | Jean-Luc Bouchereau       | RBM (FN)                      | 7 628        | 15,88        |             |             |  |
|                | Robert Trinquier          | FG (PCF) (Divers gauche)      | 3 078        | 6,41         |             |             |  |
|                | Marie-Noëlle Sibieude     | EÉLV                          | 2 142        | 4,46         |             |             |  |
|                | Aurélie Armand            | CpF (MoDem)                   | 1 045        | 2,18         |             |             |  |
|                | Patrice Sylvestre         | AÉI                           | 580          | 1,21         |             |             |  |
|                | Grégory Lamotte           | Cap21                         | 562          | 1,17         |             |             |  |
|                | Thomas Balenghien         | NPA                           | 245          | 0,51         |             |             |  |
|                | Guy Gimenes               | Divers (Mouvement anti-radar) | 124          | 0,26         |             |             |  |
|                | Florence Larue            | LO                            | 122          | 0,25         |             |             |  |
|                | André Grangeon            | LdM                           | 121          | 0,25         |             |             |  |
|                | Cécile Jacot              | PRG (GÉ)                      | 0            | 0,00         |             |             |  |
|                |                           |                               |              |              |             |             |  |
| Inscrits       | Inscrits                  | Inscrits                      | 77 414       | 100,00       | 77 416      | 100,00      |  |
| Abstentions    | Abstentions               | Abstentions                   | 28 772       | 37,17        | 31 760      | 41,03       |  |
| Votants        | Votants                   | Votants                       | 48 642       | 62,83        | 45 656      | 58,97       |  |
| Blancs et nuls | Blancs et nuls            | Blancs et nuls                | 612          | 1,26         | 2 698       | 5,91        |  |
| Exprimés       | Exprimés                  | Exprimés                      | 48 030       | 98,74        | 42 958      | 94,09       |  |

#### Quatrième circonscription (Lodève)
| Candidat       | Candidat              | Parti               | Premier tour | Premier tour | Second tour | Second tour |  |
| Candidat       | Candidat              | Parti               | Voix         | %            | Voix        | %           |  |
| -------------- | --------------------- | ------------------- | ------------ | ------------ | ----------- | ----------- |  |
|                | Frédéric Roig élu     | PS                  | 19 717       | 31,82        | 32 306      | 55,39       |  |
|                | Robert Lecou sortant  | PRV (UMP)           | 15 734       | 25,39        | 26 021      | 44,61       |  |
|                | Christian Clausier    | RBM (FN)            | 10 573       | 17,06        |             |             |  |
|                | Yvan Garcia           | FG (PCF)            | 5 055        | 8,16         |             |             |  |
|                | Nadja Flank           | EÉLV                | 2 872        | 4,63         |             |             |  |
|                | Yves Piétrasanta      | GÉ (PRG)            | 2 531        | 4,08         |             |             |  |
|                | Pierrot Le Zygo       | Divers (Coluchiste) | 2 456        | 3,96         |             |             |  |
|                | Hadj Madani           | CpF (MoDem)         | 961          | 1,55         |             |             |  |
|                | Jean-Claude Martinez  | PDF                 | 531          | 0,86         |             |             |  |
|                | Anne Andrieux         | DLR                 | 375          | 0,61         |             |             |  |
|                | Bertrand Duculty      | AÉI                 | 314          | 0,51         |             |             |  |
|                | Philippe Brun         | PCD                 | 259          | 0,42         |             |             |  |
|                | Valérie Cabanne       | NPA                 | 234          | 0,38         |             |             |  |
|                | Maria-Antonieta Araya | LO                  | 135          | 0,22         |             |             |  |
|                | Marie-José Metzger    | LdM                 | 122          | 0,20         |             |             |  |
|                | Ernest Comunale       | Cap21               | 97           | 0,16         |             |             |  |
|                |                       |                     |              |              |             |             |  |
| Inscrits       | Inscrits              | Inscrits            | 103 261      | 100,00       | 103 243     | 100,00      |  |
| Abstentions    | Abstentions           | Abstentions         | 40 486       | 39,21        | 42 564      | 41,23       |  |
| Votants        | Votants               | Votants             | 62 775       | 60,79        | 60 679      | 58,77       |  |
| Blancs et nuls | Blancs et nuls        | Blancs et nuls      | 809          | 1,29         | 2 352       | 3,88        |  |
| Exprimés       | Exprimés              | Exprimés            | 61 966       | 98,71        | 58 327      | 96,12       |  |

#### Cinquième circonscription (Clermont-l’Hérault)
| Candidat       | Candidat                      | Parti                         | Premier tour | Premier tour | Second tour | Second tour |  |
| Candidat       | Candidat                      | Parti                         | Voix         | %            | Voix        | %           |  |
| -------------- | ----------------------------- | ----------------------------- | ------------ | ------------ | ----------- | ----------- |  |
|                | Kléber Mesquida sortant réélu | PS                            | 22 319       | 40,98        | 31 237      | 61,41       |  |
|                | Constance Calandri            | RBM (FN)                      | 12 221       | 22,44        | 19 631      | 38,59       |  |
|                | Catherine Cecchi              | NC (UMP)                      | 9 148        | 16,80        |             |             |  |
|                | Myriam Hubert                 | FG (PG) (Divers gauche)       | 5 672        | 10,42        |             |             |  |
|                | Michèle Comps                 | EÉLV                          | 2 169        | 3,98         |             |             |  |
|                | Caroline Larmée               | CpF (MoDem)                   | 822          | 1,51         |             |             |  |
|                | Grégoire Annet                | DLR                           | 598          | 1,10         |             |             |  |
|                | Jean-Yves Gavaland            | AÉI                           | 435          | 0,80         |             |             |  |
|                | Claude Trouve                 | MPF                           | 332          | 0,61         |             |             |  |
|                | Morgane Lachiver              | LO                            | 302          | 0,55         |             |             |  |
|                | Maryse Launais                | POI                           | 290          | 0,53         |             |             |  |
|                | Carole Neri                   | Divers (Mouvement anti-radar) | 151          | 0,28         |             |             |  |
|                |                               |                               |              |              |             |             |  |
| Inscrits       | Inscrits                      | Inscrits                      | 90 977       | 100,00       | 90 937      | 100,00      |  |
| Abstentions    | Abstentions                   | Abstentions                   | 35 430       | 38,94        | 36 624      | 40,27       |  |
| Votants        | Votants                       | Votants                       | 55 547       | 61,06        | 54 313      | 59,73       |  |
| Blancs et nuls | Blancs et nuls                | Blancs et nuls                | 1 088        | 1,96         | 3 445       | 6,34        |  |
| Exprimés       | Exprimés                      | Exprimés                      | 54 459       | 98,04        | 50 868      | 93,66       |  |

#### Sixième circonscription (Béziers)
| Candidat       | Candidat             | Parti                             | Premier tour | Premier tour | Second tour | Second tour |  |
| Candidat       | Candidat             | Parti                             | Voix         | %            | Voix        | %           |  |
| -------------- | -------------------- | --------------------------------- | ------------ | ------------ | ----------- | ----------- |  |
|                | Élie Aboud sortant   | UMP                               | 16 901       | 33,62        | 20 655      | 39,80       |  |
|                | Dolorès Roqué élue   | PS (EÉLV)                         | 14 598       | 29,04        | 20 665      | 39,82       |  |
|                | Guillaume Vouzellaud | RBM (FN)                          | 11 329       | 22,54        | 10 572      | 20,37       |  |
|                | Paul Barbazange      | FG (PCF)                          | 3 145        | 6,26         |             |             |  |
|                | Antonio Fulleda      | Divers gauche                     | 1 209        | 2,41         |             |             |  |
|                | André Troise         | Extrême droite (Front de droite)  | 685          | 1,36         |             |             |  |
|                | François Perniola    | CpF (MoDem)                       | 596          | 1,19         |             |             |  |
|                | Florence Brutus      | PRG                               | 593          | 1,18         |             |             |  |
|                | Magali Manus         | MÉI                               | 287          | 0,57         |             |             |  |
|                | Philippe Nas         | AÉI                               | 248          | 0,49         |             |             |  |
|                | Denis Cantournet     | POC                               | 246          | 0,49         |             |             |  |
|                | Nicole Lescure       | AC                                | 162          | 0,32         |             |             |  |
|                | Laurent Gilhodes     | LO                                | 157          | 0,31         |             |             |  |
|                | Natacha Davot        | LdM                               | 109          | 0,22         |             |             |  |
|                | Didier Ribo          | Extrême gauche (Appel de Béziers) | 2            | 0,00         |             |             |  |
|                |                      |                                   |              |              |             |             |  |
| Inscrits       | Inscrits             | Inscrits                          | 86 217       | 100,00       | 86 217      | 100,00      |  |
| Abstentions    | Abstentions          | Abstentions                       | 35 202       | 40,83        | 33 650      | 39,03       |  |
| Votants        | Votants              | Votants                           | 51 015       | 59,17        | 52 567      | 60,97       |  |
| Blancs et nuls | Blancs et nuls       | Blancs et nuls                    | 748          | 1,47         | 675         | 1,28        |  |
| Exprimés       | Exprimés             | Exprimés                          | 50 267       | 98,53        | 51 892      | 98,72       |  |

À la suite de sa courte défaite, le député sortant Élie Aboud dépose un recours au Conseil Constitutionnel contestant l'élection de Dolorès Roqué.

#### Septième circonscription (Sète)
| Candidat       | Candidat                | Parti                         | Premier tour | Premier tour | Second tour | Second tour |  |
| Candidat       | Candidat                | Parti                         | Voix         | %            | Voix        | %           |  |
| -------------- | ----------------------- | ----------------------------- | ------------ | ------------ | ----------- | ----------- |  |
|                | Gilles d'Ettore sortant | UMP                           | 19 100       | 32,50        | 22 826      | 37,32       |  |
|                | Sébastien Denaja élu    | PS                            | 18 422       | 31,35        | 26 247      | 42,92       |  |
|                | France Jamet            | RBM (FN)                      | 12 959       | 22,05        | 12 085      | 19,76       |  |
|                | Sébastien Andral        | FG (PCF) (Divers gauche)      | 5 516        | 9,39         |             |             |  |
|                | Adeline Bérard          | AÉI                           | 688          | 1,17         |             |             |  |
|                | Michel Colas            | DLR                           | 436          | 0,74         |             |             |  |
|                | Marie Pince             | POC                           | 435          | 0,74         |             |             |  |
|                | Serge Jené              | AC                            | 411          | 0,70         |             |             |  |
|                | Olivier Goudou          | Cap21                         | 284          | 0,48         |             |             |  |
|                | Brigitte Moulin         | LO                            | 270          | 0,46         |             |             |  |
|                | Carmelo Martelli        | S&P                           | 142          | 0,24         |             |             |  |
|                | Valérie Paringaux       | Divers (Mouvement anti-radar) | 107          | 0,18         |             |             |  |
|                |                         |                               |              |              |             |             |  |
| Inscrits       | Inscrits                | Inscrits                      | 95 983       | 100,00       | 95 974      | 100,00      |  |
| Abstentions    | Abstentions             | Abstentions                   | 36 335       | 37,86        | 33 740      | 35,16       |  |
| Votants        | Votants                 | Votants                       | 59 648       | 62,14        | 62 234      | 64,84       |  |
| Blancs et nuls | Blancs et nuls          | Blancs et nuls                | 878          | 1,47         | 1 076       | 1,73        |  |
| Exprimés       | Exprimés                | Exprimés                      | 58 770       | 98,53        | 61 158      | 98,27       |  |

Une semaine après les résultats du second tour, France Jamet dépose un recours portant sur l'inéligibilité de Gilles d'Ettore, celui-ci est rejetée,.

#### Huitième circonscription (Frontignan)
Nouvelle circonscription
| Candidat       | Candidat             | Parti                         | Premier tour | Premier tour | Second tour | Second tour |  |
| Candidat       | Candidat             | Parti                         | Voix         | %            | Voix        | %           |  |
| -------------- | -------------------- | ----------------------------- | ------------ | ------------ | ----------- | ----------- |  |
|                | Christian Assaf élu  | PS                            | 16 882       | 36,08        | 24 161      | 55,24       |  |
|                | Arnaud Julien        | UMP                           | 12 381       | 26,46        | 19 579      | 44,76       |  |
|                | Alexandra Poucet     | RBM (FN)                      | 9 704        | 20,74        |             |             |  |
|                | Michel Passet        | FG (PCF)                      | 3 633        | 7,76         |             |             |  |
|                | François Baraize     | EÉLV                          | 1 972        | 4,21         |             |             |  |
|                | Philippe Thinès      | PRG                           | 616          | 1,32         |             |             |  |
|                | Dominique Siccardi   | AÉI                           | 458          | 0,98         |             |             |  |
|                | Anne Arnaudon        | DLR                           | 287          | 0,61         |             |             |  |
|                | Sophie Bietrix       | NPA (GA)                      | 250          | 0,53         |             |             |  |
|                | Fabrice Tavera       | Pirate                        | 234          | 0,50         |             |             |  |
|                | Didier Michel        | LO                            | 172          | 0,37         |             |             |  |
|                | Philippe Rosengarten | Divers (Mouvement anti-radar) | 115          | 0,25         |             |             |  |
|                | Sylvain Perea        | S&P                           | 85           | 0,18         |             |             |  |
|                |                      |                               |              |              |             |             |  |
| Inscrits       | Inscrits             | Inscrits                      | 80 691       | 100,00       | 80 691      | 100,00      |  |
| Abstentions    | Abstentions          | Abstentions                   | 33 112       | 41,04        | 34 958      | 43,32       |  |
| Votants        | Votants              | Votants                       | 47 579       | 58,96        | 45 733      | 56,68       |  |
| Blancs et nuls | Blancs et nuls       | Blancs et nuls                | 790          | 1,66         | 1 993       | 4,36        |  |
| Exprimés       | Exprimés             | Exprimés                      | 46 789       | 98,34        | 43 740      | 95,64       |  |

#### Neuvième circonscription (Montpellier-Lunel)
Nouvelle circonscription
| Candidat       | Candidat             | Parti                              | Premier tour | Premier tour | Second tour | Second tour |  |
| Candidat       | Candidat             | Parti                              | Voix         | %            | Voix        | %           |  |
| -------------- | -------------------- | ---------------------------------- | ------------ | ------------ | ----------- | ----------- |  |
|                | Patrick Vignal élu   | PS                                 | 15 236       | 34,75        | 21 046      | 50,66       |  |
|                | Stéphan Rossignol    | UMP                                | 12 668       | 28,89        | 20 494      | 49,34       |  |
|                | José Castano         | RBM (FN)                           | 8 746        | 19,95        |             |             |  |
|                | Annie-Claude Ottan   | FG (Divers gauche) (PG)            | 2 564        | 5,85         |             |             |  |
|                | Jean-Luc Meissonnier | Divers droite                      | 1 458        | 3,33         |             |             |  |
|                | Michel de Lagausie   | EÉLV                               | 1 398        | 3,19         |             |             |  |
|                | Jean-Louis Pelletier | Divers                             | 412          | 0,94         |             |             |  |
|                | Patricia Marra       | AÉI                                | 383          | 0,87         |             |             |  |
|                | Paule-Emma Aline     | DLR                                | 266          | 0,61         |             |             |  |
|                | Agnès Dehaye         | Cap21                              | 241          | 0,55         |             |             |  |
|                | Agnès Olinet         | LO                                 | 188          | 0,43         |             |             |  |
|                | Waldeck Moreau       | M'PEP                              | 101          | 0,23         |             |             |  |
|                | Ivan Marty           | Divers (Mouvement anti-radar)      | 92           | 0,21         |             |             |  |
|                | Gérard Beurive       | Divers droite (Nouveau Tiers Etat) | 79           | 0,18         |             |             |  |
|                | Bruno Martin-Vallas  | Divers                             | 18           | 0,04         |             |             |  |
|                |                      |                                    |              |              |             |             |  |
| Inscrits       | Inscrits             | Inscrits                           | 75 618       | 100,00       | 75 616      | 100,00      |  |
| Abstentions    | Abstentions          | Abstentions                        | 31 110       | 41,14        | 32 402      | 42,85       |  |
| Votants        | Votants              | Votants                            | 44 508       | 58,86        | 43 214      | 57,15       |  |
| Blancs et nuls | Blancs et nuls       | Blancs et nuls                     | 658          | 1,48         | 1 674       | 3,87        |  |
| Exprimés       | Exprimés             | Exprimés                           | 43 850       | 98,52        | 41 540      | 96,13       |  |